# St. Quirin (Tegernsee)

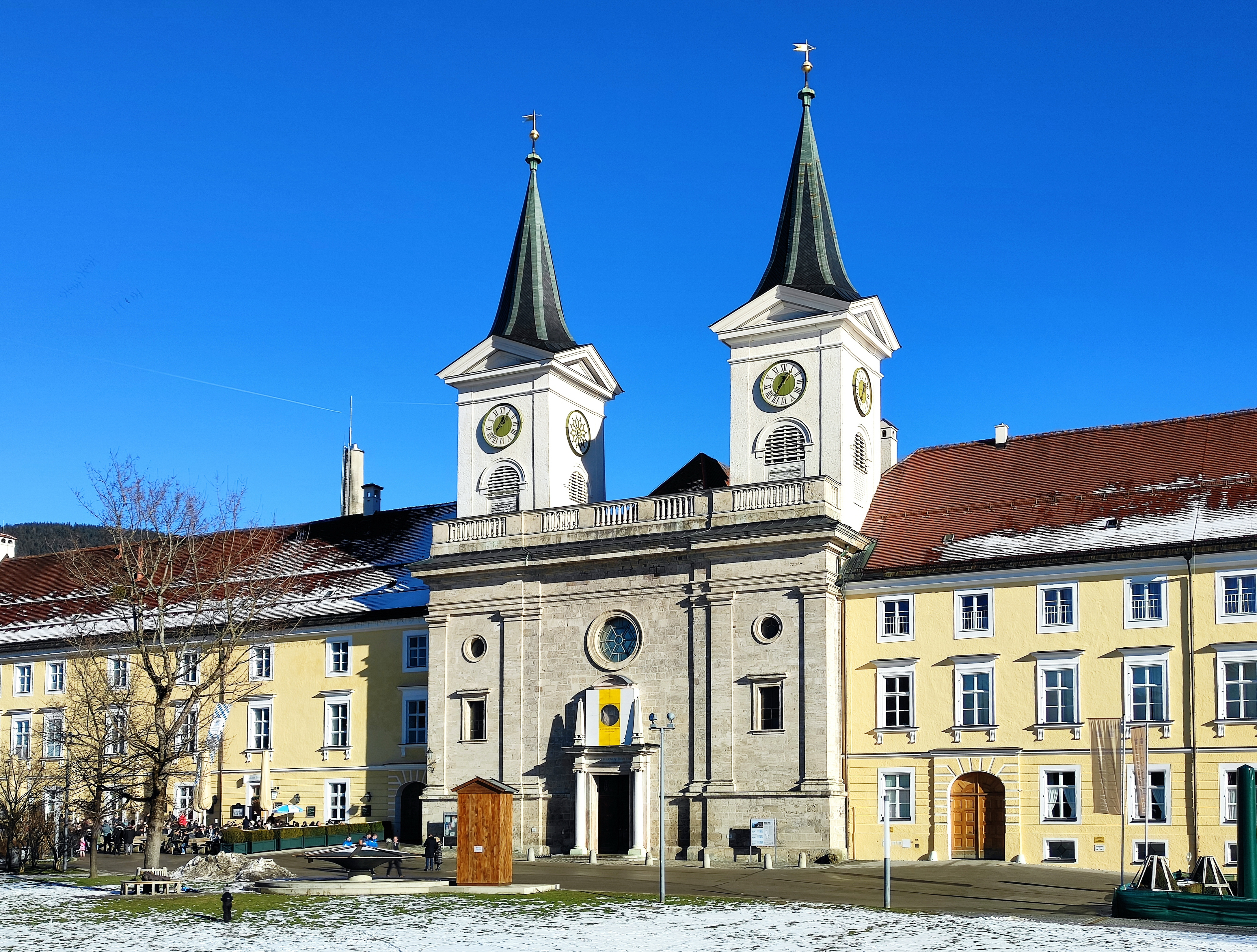
Ehemalige Kloster- und heutige Pfarrkirche St. Quirin in Tegernsee

Die ehemalige Klosterkirche St. Quirin steht im Mittelpunkt des Gebäudekomplexes des ehemaligen Klosters Tegernsee. Seit dessen Aufhebung 1803 wird sie mit ihrer charakteristischen westlichen Doppelturmfassade als katholische Pfarrkirche für den Ort Tegernsee genutzt. Sie gehört zum Pfarrverband Tegernsee im Dekanat Miesbach der Erzdiözese München-Freising.

## Geschichte

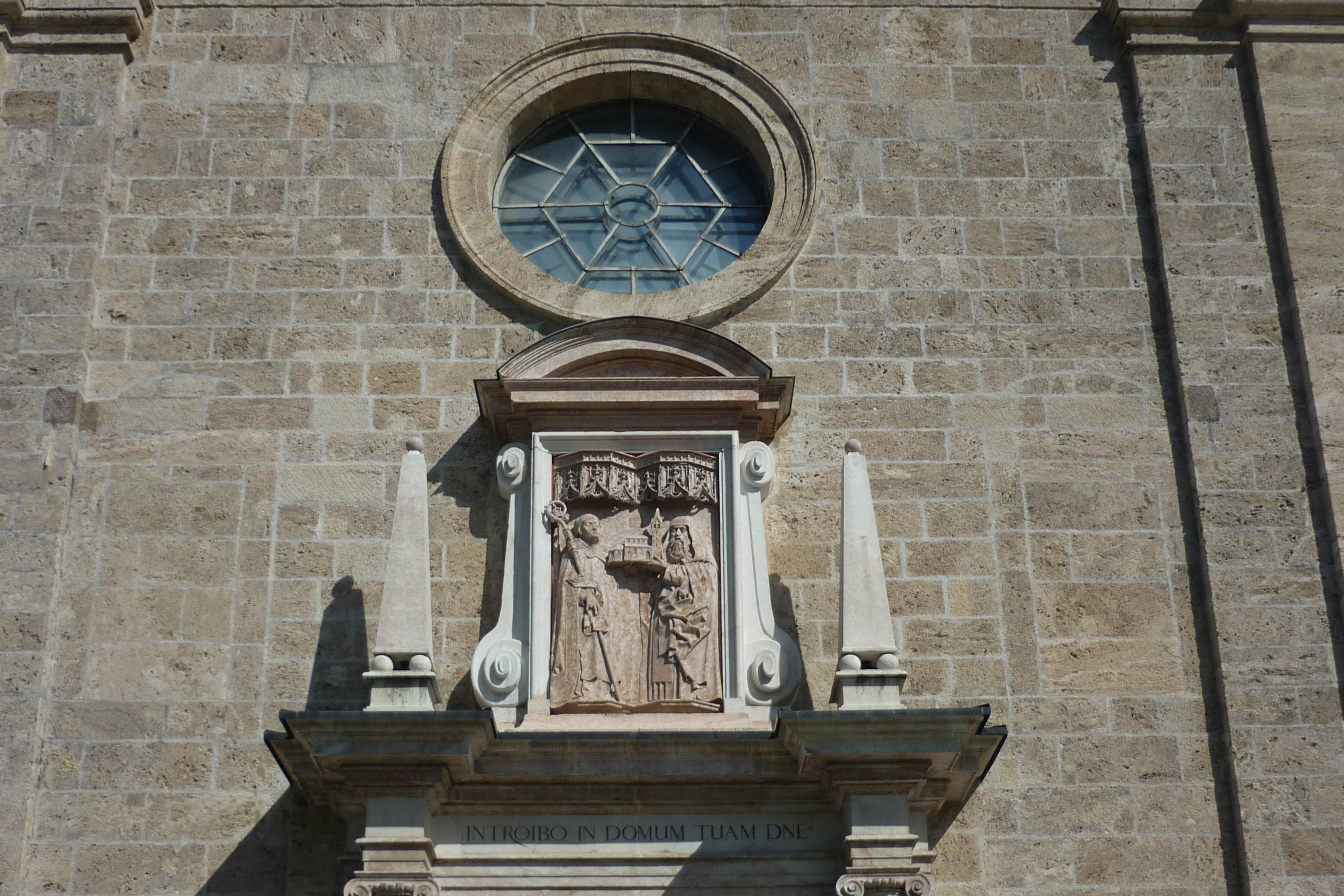
Deckplatte des ehem. Hochgrabs der Tegernseer Klostergründer Adalbert und Oatkar

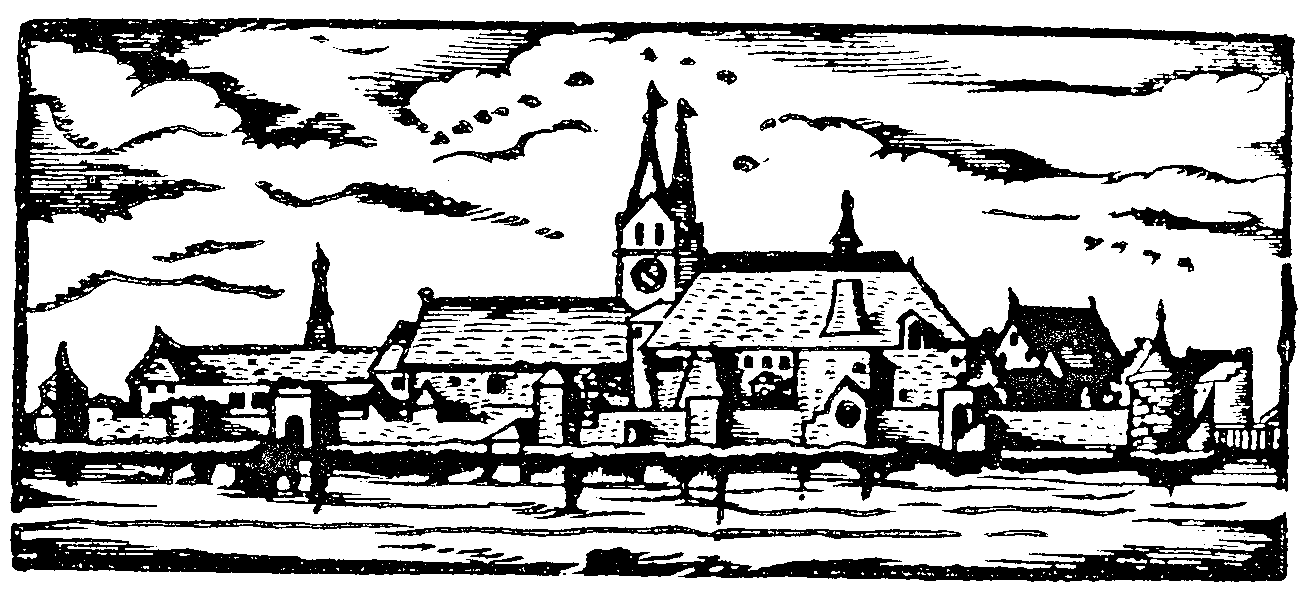
Älteste Darstellung des mittelalterlichen Klosters in den Landtafeln von Philipp Apian, 1560

Der Legende nach entstand die Mönchsgemeinschaft am Tegernsee um die Mitte des 8. Jahrhunderts (746 oder 765) als Gründung der Brüder Oatkar und Adalbert, die der altbayerischen Adelsfamilie der Huosi angehörten. Dabei sollen die Reliquien des Hl. Quirinus als Geschenk des Papstes Zacharias in die von ihnen gestiftete Salvatorkirche in Tegernsee überführt worden sein.
Nach dem Sturz des Bayernherzogs Tassilo III. (748–788) wurde Tegernsee karolingisches Königskloster. Ungarneinfälle und Säkularisationen zur Zeit des bayerischen Herzogs Arnulf (907–937) bedrohten indes die geistliche Kommunität. Im Verlauf des 10. Jahrhunderts soll das mönchische Leben im Kloster Tegernsee fast erloschen sein. Die von Kaiser Otto II. (973–983) mitinitiierte Neugründung Tegernsees als benediktinische Reichsabtei im Jahr 978 führte zu einer Erneuerung von Mönchtum und Kloster. Teile der Krypta und die unteren Teile der westlichen Doppelturmfassade stammen vielleicht noch aus dieser Zeit.
Diese Kirche vom Ende des 10. Jahrhunderts wurde im 11. Jahrhundert zu einer dreischiffigen romanischen Basilika umgebaut. Nach einem Brand des Klosters 1410 wurden sowohl Kloster als auch Kirche im spätgotischen Stil in großen Teilen neu erbaut. Um 1476 war die große dreischiffige Basilika ohne Querhaus vollendet, die bis heute den baulichen Kern der Kirche bildet. Von ihr ist der hölzerne Dachstuhl noch weitgehend erhalten. Die beiden Westtürme zeigen im Glockengeschoss im Inneren noch das Backsteinmauerwerk aus dieser Zeit und besitzen ebenfalls noch die Dachstühle der Turmhelme, allerdings wurden sie später in ihrer äußeren Form verändert. 
Ab 1678 erfolgte nach den Plänen von Enrico Zuccalli eine Barockisierung der Kirche, bei der auch eine Vierung und ein Querhaus eingefügt wurden. Bis um das Jahr 1694 entstand die reiche Stuckierung und das komplexe Bildprogramm im Gewölbe durch den Maler und Bildhauer Hans Georg Asam. Das 1457 vom Münchner Bildhauer Hans Haldner geschaffene Hochgrab für die Klosterstifter Adalbert und Otkar wurde bei der Barockisierung zwar abgebrochen, die Deckplatte wurde jedoch in neuer Rahmung (datiert mit 1690) als Bekrönung über das Eingangsportal angebracht. Anlässlich der 1000-Jahr-Feier des Klosters im Jahr 1746 wurden an beiden Seitenschiffen Rokoko-Kapellen zu Ehren der Heiligen Quirinus und Benedikt mit Skulpturen von Johann Baptist Straub errichtet.
Nach der Aufhebung des Klosters während der Säkularisation in Bayern im Jahr 1803 wurden bedeutende Teile der Klosteranlage abgetragen und andere Teile in ein Schloss der Wittelsbacher umgewandelt. Die Klosterkirche wurde in der Folge als Pfarrkirche für den Ort Tegernsee genutzt. 
Um 1820 wurde in der Kirche der östliche Psallierchor abgetrennt und die Fassade durch Leo von Klenze klassizistisch neu gestaltet. Eine Renovierung fand unmittelbar nach dem Zweiten Weltkrieg (zur 1200-Jahr-Feier Tegernsees 1946) statt. Die 2004 geschaffene Neuausstattung des Altarraums stammt vom Schweizer Künstler Kurt Sigrist.

## Beschreibung

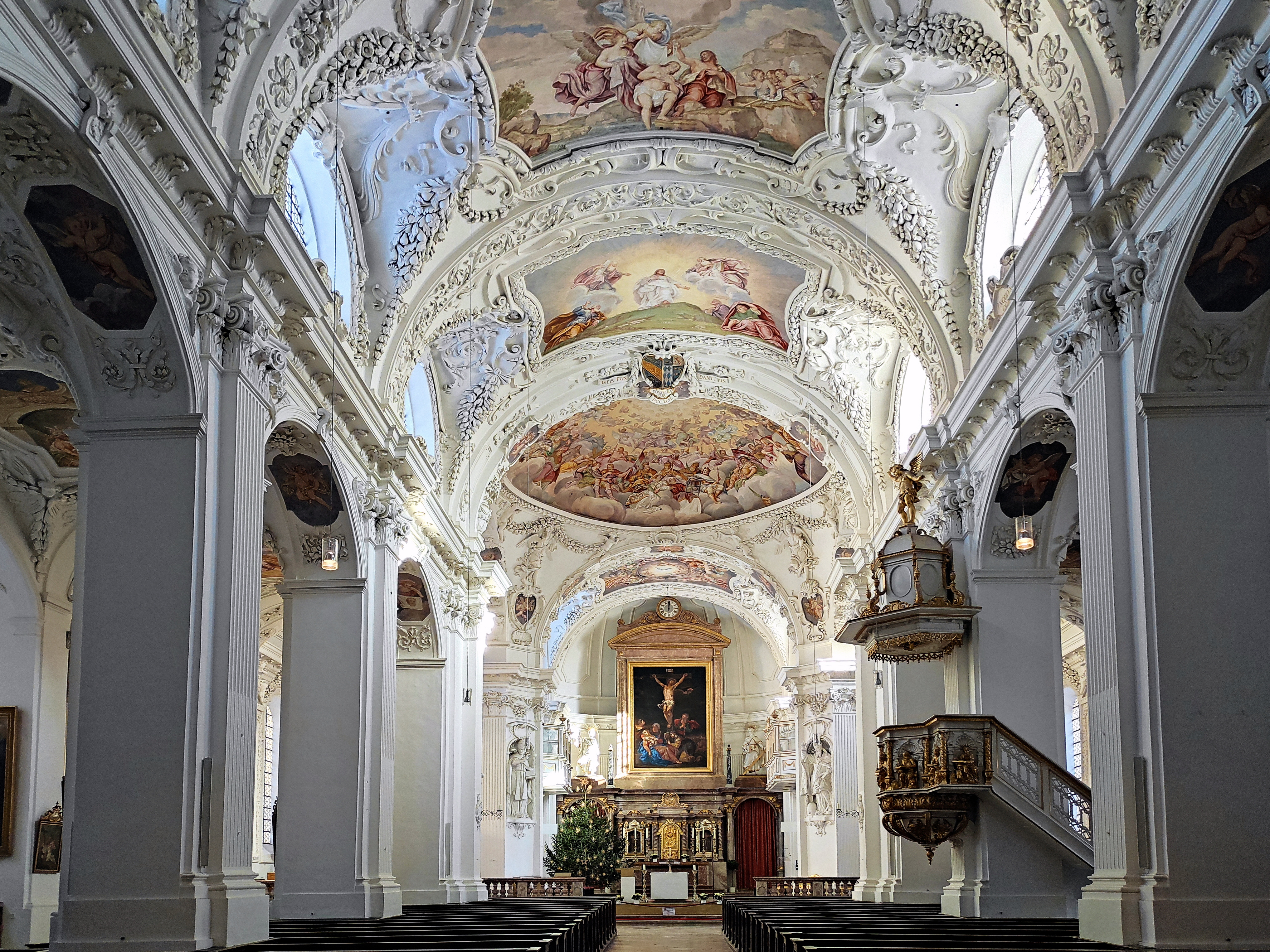
Innenaufnahme der Basilika

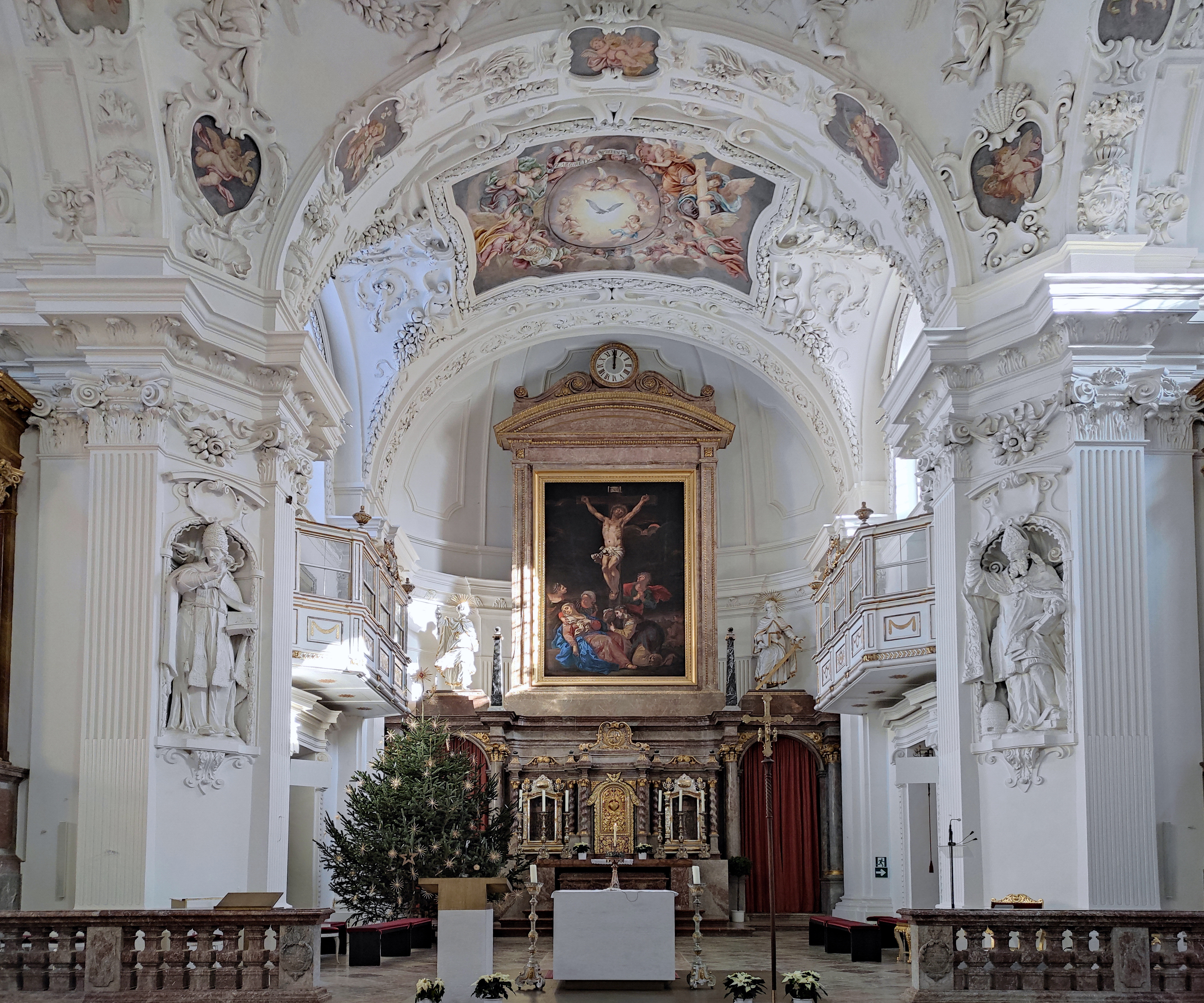
Hochaltar von St. Quirin

Die Kirche St. Quirin steht ebenso wie der Konvent des ehemaligen Benediktinerklosters unter Denkmalschutz. Die Kirche wird in der Denkmalliste des Bayerischen Landesamtes für Denkmalpflege folgendermaßen beschrieben:

„Ehemalige Klosterkirche St. Quirin, jetzt katholische Pfarrkirchedreischiffige Pfeilerbasilika mit Querhaus, Seitenkapellen, mittelschiffbreitem langen Chor und westlicher Doppelturmfassade, Türme und Krypta im Kern 11. Jahrhundert, Psallierchor und dreischiffiges Langhaus 15. Jahrhundert, ab 1678 Barockisierung und Einfügung von Vierung und Querhaus nach Plan von Enrico Zuccalli, um 1820 Abtrennung des östlichen Psallierchores und Umgestaltung der Fassade durch Leo von Klenze“

## Gruft
Im Jahr 1895 begann Herzog Carl Theodor in Bayern († 1909) mit dem Umbau der ehemaligen Mönchsgruft unter dem Altarraum der Kirche zur Grablege für den herzoglichen Zweig der Wittelsbacher. Heute besteht diese Anlage aus drei Teilen: der Inneren Gruft, der Äußeren Gruft sowie der Grabkapelle. 
Insgesamt ruhen hier 19 Personen (Stand 2023), darunter die Herzöge Max († 1888), Carl Theodor († 1909) und Ludwig Wilhelm († 1968) als Chefs des Hauses des herzoglichen Zweigs der Wittelsbacher. Herzogin Ludovika in Bayern, die Mutter von Elisabeth, der späteren Kaiserin von Österreich, ist ebenso hier bestattet wie Napoleons Marschall Louis-Alexandre Berthier, der zunächst im Bamberger Dom und dann im Kloster Banz begraben war, ehe er in der herzoglichen Familiengruft von Tegernsee seine letzte Ruhe fand. Die Gruft ist nicht öffentlich zugänglich.

## Orgel

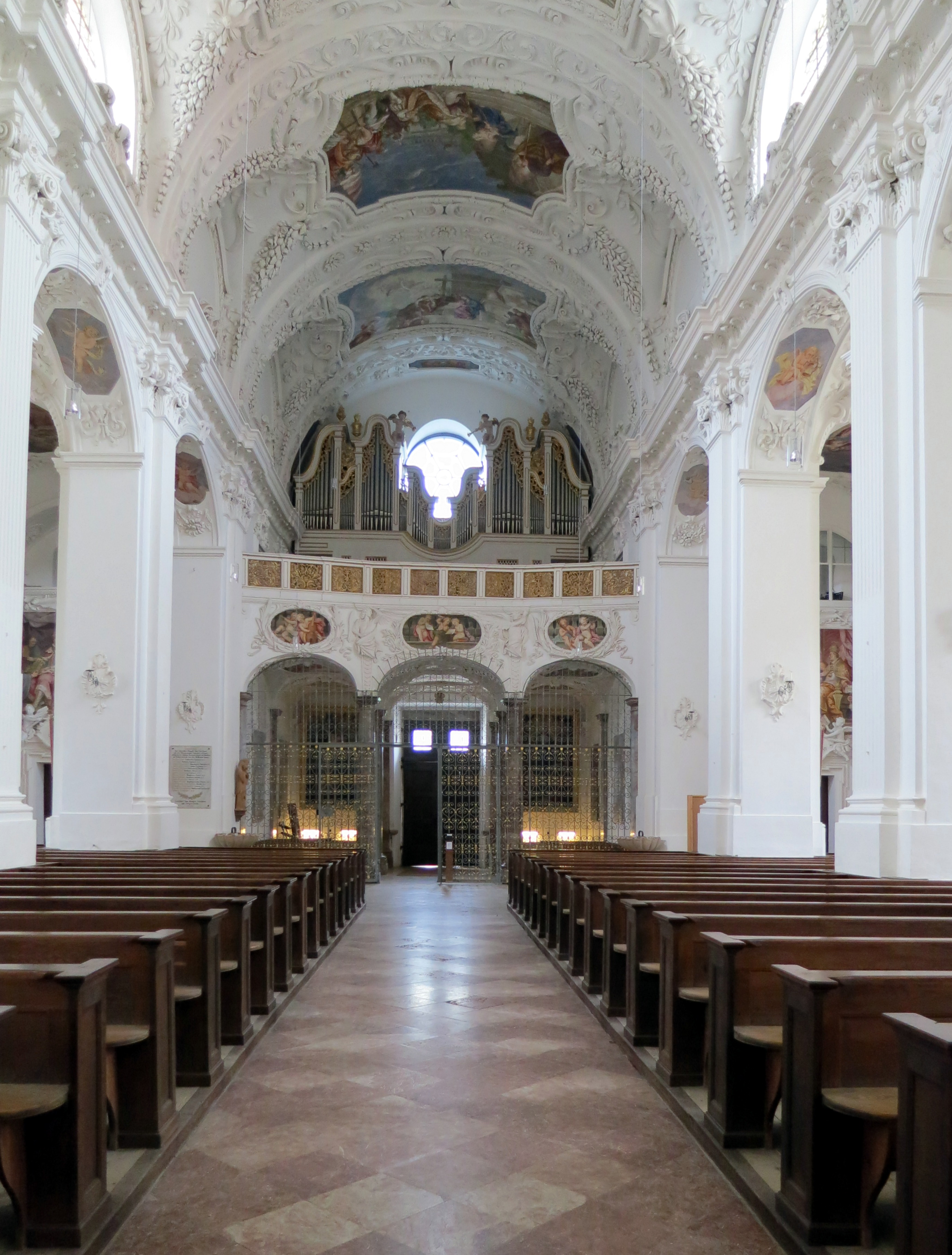
Blick zur Orgel

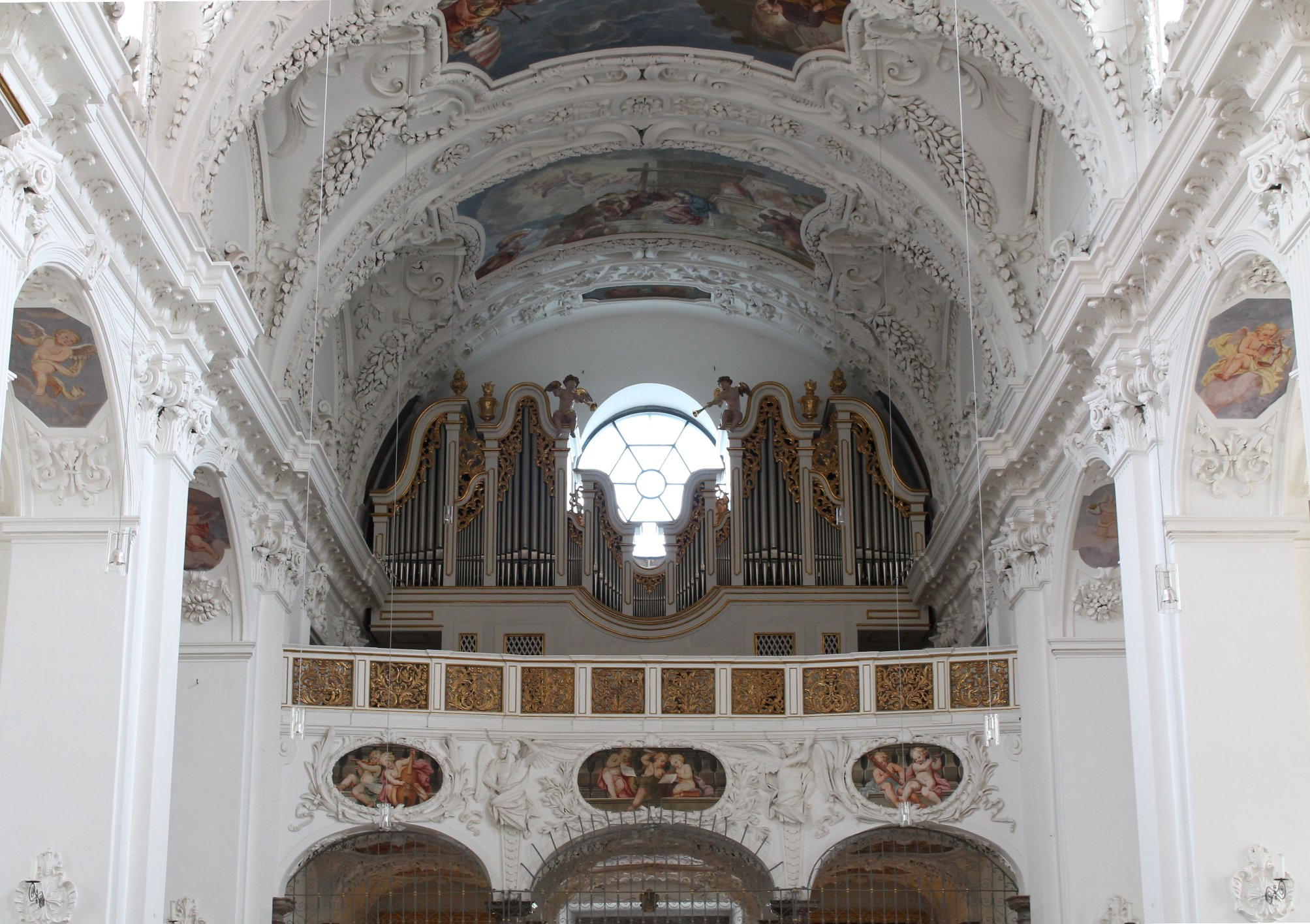
Orgel

Die Orgel wurde 1980 von Georg Jann gebaut. Sie hat 33 Register auf drei Manualen und Pedal. Die Disposition lautet:
| I Hauptwerk C–g3 |       |
| Bourdon          | 16′   |
| Prinzipal        | 8′    |
| Copula           | 8′    |
| Oktave           | 4′    |
| Blockflöte       | 4′    |
| Quinte           | 2 ⁄3′ |
| Schwegel         | 2′    |
| Mixtur IV–VI     | 1 ⁄3′ |
| Trompete         | 8′    |

| II Positiv C–g3 |    |
| Rohrflöte       | 8′ |
| Hohlflöte       | 4′ |
| Principal       | 2′ |
| Sesquialtera II |    |
| Sifflöte        | 1′ |
| Scharff IV      | 1′ |
| Vox humana      | 8′ |
| Tremulant       |    |

| III Schwellwerk C–g3 |    |
| Holzflöte            | 8′ |
| Gamba                | 8′ |
| Octave               | 4′ |
| Rohrpfeife           | 4′ |
| Feldpfeife           | 2′ |
| Kornett II–V         |    |
| Mixtur V             | 2′ |
| Oboe                 | 8′ |

| Pedal C–f1 |       |
| Prinzipal  | 16′   |
| Subbaß     | 16′   |
| Oktavbaß   | 8′    |
| Rohrbaß    | 8′    |
| Nachthorn  | 4′    |
| Mixtur VI  | 2 ⁄3′ |
| Bombarde   | 16′   |
| Posaune    | 8′    |
| Clairon    | 4′    |

- Koppeln:  III/P, II/P, I/P, III/II, III/I, II/I
- Spielhilfen: 5fache mechanische Setzerkombination
- Bemerkungen: Schleiflade, mechanische Spiel- und Registertraktur

## Glocken
In den beiden Türmen der Kirche hängen insgesamt sechs Glocken an Stahljochen in Stahlglockenstühlen. Die beiden kleinsten sind historische Glocken, die anderen stammen aus dem 20. Jahrhundert. Je drei Glocken hängen im Nord- und Südturm.
| Glocke | Name           | Gussjahr | Giesser                    | Durchmesser | Gewicht | Schlagton | Turm |
| ------ | -------------- | -------- | -------------------------- | ----------- | ------- | --------- | ---- |
| 1      | Benedikt       | 1959     | Karl Czudnochowsky, Erding | 1915 mm     | 4138 kg | as°−3     | Süd  |
| 2      | Dreifaltigkeit | 1946     | Karl Czudnochowsky, Erding | 1567 mm     | 2320 kg | c′−6      | Nord |
| 3      | Quirinus       | 1946     | Karl Czudnochowsky, Erding | 1250 mm     | 1150 kg | es′−4     | Nord |
| 4      | Michael        | 1948     | Karl Czudnochowsky, Erding | 1155 mm     | 0800 kg | f′−1      | Nord |
| 5      | ohne           | 1650     | Bernhard Ernst, München    | 1075 mm     | 0750 kg | g′−4      | Süd  |
| 6      | Maria          | 1490     | Ulrich von Rosen, München  | 0915 mm     | 0359 kg | b′+2      | Süd  |